# Beechcraft Modelo 99 Airliner
El Beechcraft Model 99 es un avión que fue fabricado por la compañía estadounidense Beech Aircraft Corporation. También se le conoce como Beech 99 Airliner o Commuter 99. Se trata de un bimotor no  presurizado motorizado por turbopropulsores, con capacidad para 15 pasajeros. Derivado del Beechcraft King Air y Beechcraft Queen Air, utiliza los motores del primero y las alas del segundo, además de los subsistemas de ambos y una estructura de morro única para el Model 99.

## Desarrollo
Diseñado en los años 60 como sustituto del Beechcraft Modelo 18, voló por primera vez en julio de 1966. 
A pesar del fracaso del Twin Quad, Beechcraft continuó su interés por el desarrollo del mercado de tercer nivel, donde se mantuvo presente desde el final de la Segunda Guerra Mundial gracias al Beech 18. A principios de 1960, el mercado parecía ofrecer perspectivas más interesantes y la oficina de estudios de Wichita comenzó el desarrollo de una aeronave especialmente diseñada para los servicios de líneas regulares de baja densidad. Comenzaron por el alargamiento del fuselaje de un Queen Air para definir la mejor configuración posible. Este ejemplar voló por primera vez en diciembre de 1965. A continuación, sustituyó los motores de pistón por los turbohélices PT6A-20 de 550 hp del King Air, con hélices Hartzell de tres palas de velocidad constante y no reversibles. Así modificado, el prototipo (N599AT, c/n LR-1) realizó su primer vuelo de 25 de octubre de 1966, pilotado por J. D. Webber. Este prototipo fue desechado por el siguiente, con el que se continuaron las pruebas, el primer modelo de producción (N7099N, c/n T-1). El Model 99 fue presentado en 1967 y la certificación de la FAA (A14CE), la obtuvo el 2 de mayo de 1968. Por entonces era el avión más grande de la gama de Beechcraft, y durante ese año se entregaron 62 aparatos. La producción finalizó en 1986.

## Diseño
Monoplano de ala baja cantilever de construcción totalmente metálica. Idéntica a las primeras versiones del modelo King Air 90, el ala tenía un tipo de perfil NACA 23018 en la raíz, progresando hacia un perfil NACA 23012 en la punta alar, y con un diedro positivo de 7°. En ella estaban todo el combustible (1415 litros) y las góndolas motoras. El fuselaje, sin presurizar, se equipó para dos pilotos sentados lado a lado con una aviónica todo tiempo completa, y 15 pasajeros instalados a ambos lados de un pasillo central en asientos fácilmente desmontables. El aparato podría rápidamente convertirse, por tanto, en avión de carga: está disponible opcionalmente una puerta de carga en frente de la puerta de acceso a la cabina estándar, en la parte trasera izquierda del avión y que tiene una escalera integrada. Un tabique móvil también permite el uso mixto. Para compensar el aumento del fuselaje posterior, el moro del Queen Air fue alargado en proporción, dando al avión una apariencia característica, pero provocando que el centro de gravedad fuera demasiado largo. Para compensar el fenómeno, la cola, aflechada, incluía un estabilizador cuya incidencia era eléctricamente ajustable en vuelo. El tren de aterrizaje consistía en dos patas principales con dos ruedas de pequeño diámetro, que se plegaban hacia adelante y quedaban retraídas completamente en las góndolas, y una pata delantera de una sola rueda, que se retraía hacia atrás en el morro del fuselaje.

## Variantes

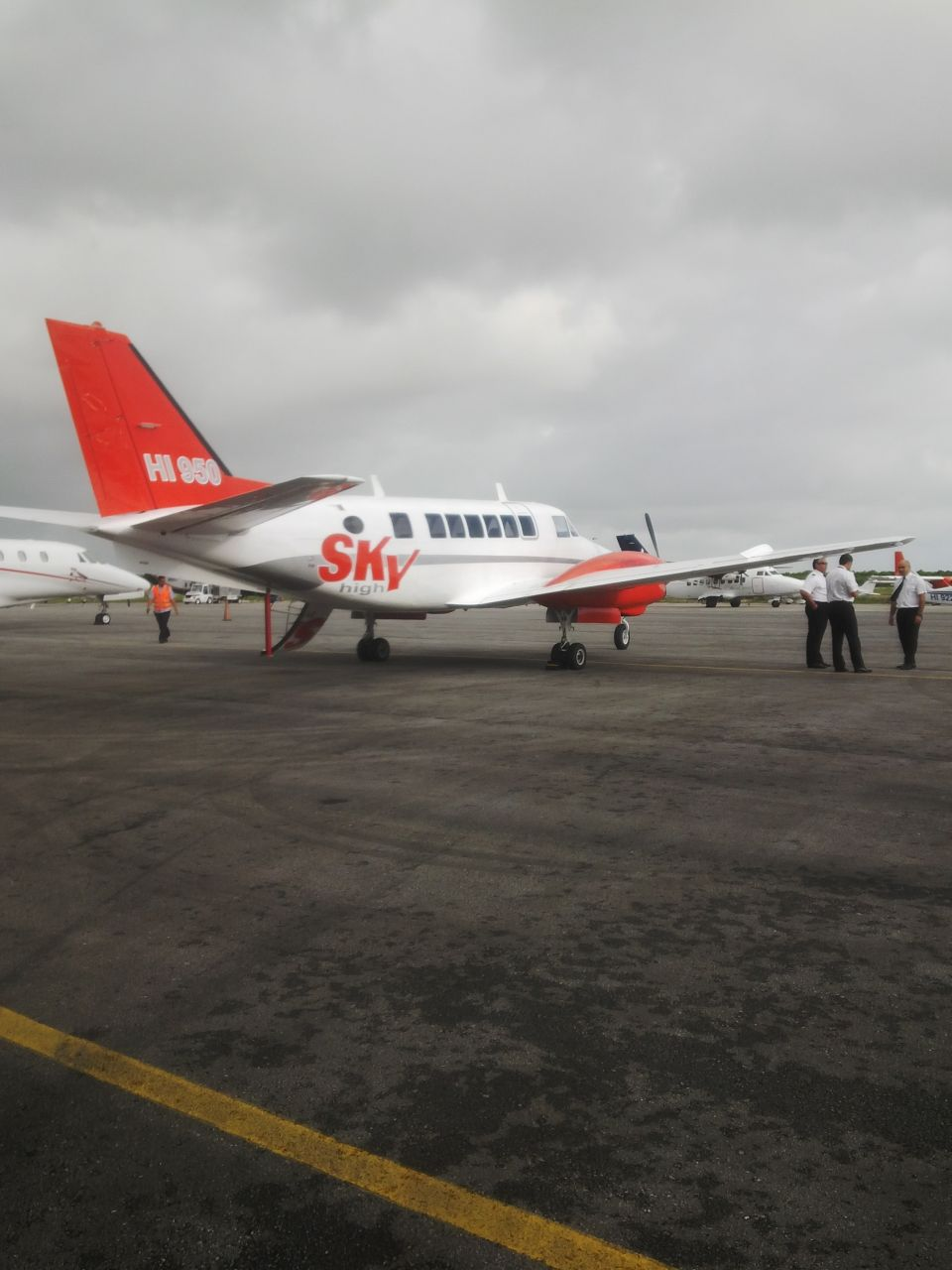
Un ejemplar de Sky.

99 Airliner
Modelo inicial con capacidad de hasta 15 pasajeros y propulsado por dos motores Pratt & Whitney Canada PT6A-20 de 410 kW.
99 Executive
Versión del 99 Airliner para transporte ejecutivo.
PD 280
Un Model 99 modificado en 1975 para probar un sistema electromecánico diferencial de mandos de vuelo. El programa de pruebas, financiado por la NASA, fue realizado por el Laboratorio de Investigación de la Universidad de Kansas.
99A Airliner
Versión del 99 Airliner motorizado con dos Pratt & Whitney Canada PT6A-27 de 550 hp.
A99A Airliner
Versión del 99A Airliner sin los tanques de combustible en las alas. No llegó a fabricarse.
B99 Airliner
Versión mejorada con motores Pratt & Whitney PT6A-27 de 507 kW.
B99 Executive
Versión del B99 Airliner para transporte ejecutivo.
C99 Commuter
Versión mejorada con motores Pratt & Whitney PT6A-36 con 715 hp de potencia.

## Operadores

### Civiles
En julio de 2011 permanecían 130 Model 99 en servicio, todos excepto dos en América. Los principales operadores incluyen a Ameriflight (57), Bemidji Airlines (11), Wiggins Airways (10) y Sky High Aviation Services (1). Otros 21 operadores y la Policía Nacional de Colombia operan también este modelo.

### Militares
Chile
- Fuerza Aérea de Chile: operó 9 Model 99A a partir de 1970.

 Perú
 Tailandia
- Aviación del Ejército: operó un Model 99 de 1970 a 1983.

## Antiguos Operadores

### Europa
Alemania
- Nightexpress (1)

## Accidentes
- El 25 de agosto de 1985, un Model 99 en el que viajaba la niña activista Samantha Smith se accidentó antes de aterrizar en el aeropuerto municipal de Auburn/Lewiston (Maine, Estados Unidos), muriendo todos a bordo (otros cinco pasajeros y dos tripulantes).[3]

## Especificaciones (Modelo 99A)

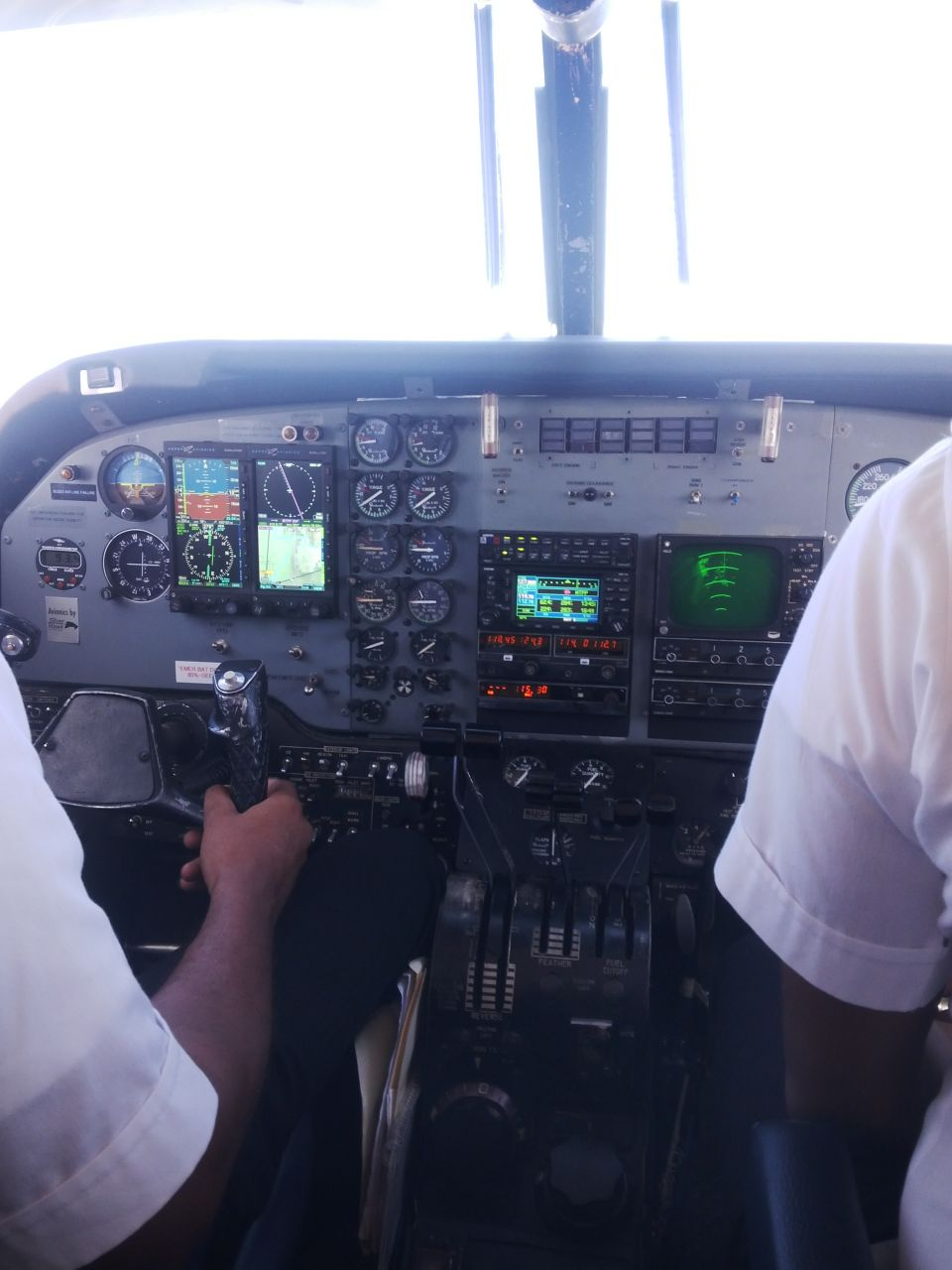
Cabina de un Beechcraft 99.

Referencia datos: The Observers Book of Aircraft de William Green

### Características generales
- Tripulación: 1 Piloto
- Capacidad: 15 pasajeros (aunque hay versiones de 8 asientos en preferente)
- Longitud: 13,6 m (44,6 ft)
- Envergadura: 14 m (45,9 ft)
- Altura: 4,4 m (14,3 ft)
- Superficie alar: 26 m² (279,8 ft²)
- Peso vacío: 2515 kg (5543,1 lb)
- Peso máximo al despegue: 4727 kg (10 418,3 lb)
- Planta motriz: 2× turbohélice Pratt & Whitney Canada PT6.
  - Potencia:  Entre 550 y 715 hp, según la versión del motor cada uno.

### Rendimiento
- Alcance: 1686 km (910 nmi; 1048 mi) a 347 km/h a 2440 m de altitud
- Techo de vuelo: 7988 m (26 207 ft)
- Régimen de ascenso: 8,6 m/s (1699 ft/min)

### Desarrollos relacionados
- Beechcraft King Air
- Beechcraft Queen Air

### Aeronaves similares
- Beechcraft 1900
- Dornier Do 228
- Embraer EMB 110 Bandeirante

### Secuencias de designación
- Secuencia Numérica (interna de Beechcraft): ← 88 - 90 - 95 - 99 - 100 - 101 - 120 →